# Queensland Open 1983
Il Queensland Open 1983 è stato un torneo di tennis. Il torneo si è giocato a Brisbane in Australia dal 14 al 20 novembre 1983 su campi in erba.

## Campioni

### Singolare femminile
Pam Shriver ha battuto in finale  Wendy Turnbull con il punteggio di 6–4, 7–5

### Doppio femminile
Anne Hobbs /  Wendy Turnbull hanno battuto in finale  Pam Shriver /  Sharon Walsh con il punteggio di 6–3, 6–4